# Audun Myhre
Audun Myhre (13 maggio 1958) è un ex calciatore norvegese, di ruolo centrocampista.

## Carriera

### Club
Myhre giocò nello Start dal 1976 al 1979 e dal 1982 al 1983.

### Nazionale
Conta 8 presenze e una rete per la Norvegia under 21. Esordì il 30 maggio 1978, in occasione della vittoria per 1-0 contro l'Islanda under 21. L'unica rete arrivò il 31 ottobre 1979, nel successo per 1-2 contro il Portogallo under 21.

## Palmarès

### Club

#### Competizioni nazionali
- Campionato norvegese: 1

Start: 1978